# Episodi di Due fantagenitori (ottava stagione)
L'ottava stagione di Due fantagenitori è composta da 6 episodi andati in onda per la prima volta dal 12 febbraio al 29 dicembre 2011 negli USA.
In Italia è stata trasmessa dal 13 febbraio 2011 all'8 aprile 2012 su Nickelodeon.
| nº | Titolo originale         | Titolo italiano               | Prima TV USA     | Prima TV Italia  |
| -- | ------------------------ | ----------------------------- | ---------------- | ---------------- |
| 1  | Love Triangle            | Triangolo d'amore             | 12 febbraio 2011 | 13 febbraio 2011 |
| 2  | Timmy's Secret Wish!     | Il desiderio segreto di Timmy | 23 novembre 2011 | 8 aprile 2012    |
| 3  | Timmy's Secret Wish!     | Il desiderio segreto di Timmy | 23 novembre 2011 | 8 aprile 2012    |
| 4  | Invasion of the Dads     | L'invasione dei papà          | 18 giugno 2011   | 19 marzo 2012    |
| 5  | When L.O.S.E.R.S. Attack | Perdenti all'attacco          | 15 ottobre 2011  | 17 marzo 2012    |
| 6  | Meet the OddParents      | Vi presento i miei            | 29 dicembre 2011 | 18 marzo 2012    |

## Triangolo d'amore
Poof e Foop sono in concorrenza tra loro per il ruolo di protagonista in una recita scolastica Spellementary a fianco di un triangolo a forma di bambino fata femmina di nome Goldie Goldenglow.

## Il desiderio segreto di Timmy
Nel mondo fatato le fate festeggiano il 1 000 000º desiderio di Timmy, ma scoprono che i suoi desideri sono portatori di disgrazie nel mondo, e lo nominano il figlioccio peggiore della storia. Davanti a un fantatribunale, nel quale Timmy cerca di dimostrare la sua innocenza mettendo a rischio i suoi ricordi e i suoi fantagenitori, Foop, l'accusatore di Timmy, dimostra che il ragazzo ha violato la regola più importante, il desiderio segreto e pericoloso. Il desiderio di Timmy era che il tempo si fermasse così egli non avrebbe perso Cosmo e Wanda. Jorgen, arrabbiatissimo, annulla tutti i suoi desideri e cancella tutti i suoi ricordi dei fantagenitori, per poi far sparire Poof e Foop. Poi Padre tempo porta il tempo avanti di 50 anni. Timmy ritorna a casa invecchiato e scopre che tutti a Dimmsdale hanno subito lo stesso effetto, tranne Crocker e sua madre. Timmy vede dei palloncini, che gli fanno ritornare dei ricordi in merito ai fantagenitori, dopodiché incontra Crocker e i due raggiungono il Fantamondo con uno speciale macchinario. Qui incontrano Cosmo e Wanda e, insieme a Jorgen, vanno a Hocus Poconos, luogo pericoloso dove vengono spediti i desideri cancellati. Dopo diverse peripezie riescono a liberare Poof, Foop, Dark Laser, Flipsie e Crimson Mentone, ma Timmy decide di sacrificarsi per gli altri, rimanendo per sempre a Hocus Poconos. Questo atto viene premiato dal fantatribunale che salva Timmy, restituendogli i fantagenitori e riportando il tempo alla normalità.

## L'invasione dei papà
Dopo gli eventi di Basta un papà, i cloni del padre di Timmy sentono un vuoto dentro di loro e decidono di rapire la madre di Timmy. Il ragazzino deve riprendersi sua madre prima che finisca, insieme ai cloni di suo padre, in un buco nero. Alla fine Timmy riesce a salvare la madre e, per ovviare al problema, desidera un Pianeta di Mamme.

## Perdenti all'attacco
Crocker, Dark Laser e Foop formano un'alleanza per distruggere una volta per tutte Timmy alla quale si aggiungerà in seguito anche Vicky e per la prima volta Timmy dovrà fare a meno della magia dei suoi fantagenitori a causa della fanta-eclissi. Ma Timmy e i suoi amici sono pronti a unire le forze per sconfiggere i quattro cattivi distruggendoli e a farli punire severamente dai genitori che li accusano di essere stati distrutti da Timmy Turner, e i quattro cattivi verranno considerati dei perdenti, licenziati e cacciati via dalla faccia della terra.

## Vi presento i miei
Per sbaglio i genitori di Timmy scoprono Cosmo, Wanda e Poof. Jorgen, furibondo con Timmy per averlo fatto accadere, fa sparire i tre fantagenitori. Timmy è disperato, oltre che furioso con i suoi genitori per aver scoperto le tre fate, ma una grande sorpresa sarà in serbo per lui.